# Cua de ventall dimorf
El cua de ventall dimorf (Rhipidura brachyrhyncha) és un ocell de la família dels dicrúrids (Dicruridae).

## Hàbitat i distribució
Habita boscos molt humids a les muntanyes de Nova Guinea.